# Şəfiqə Axundova

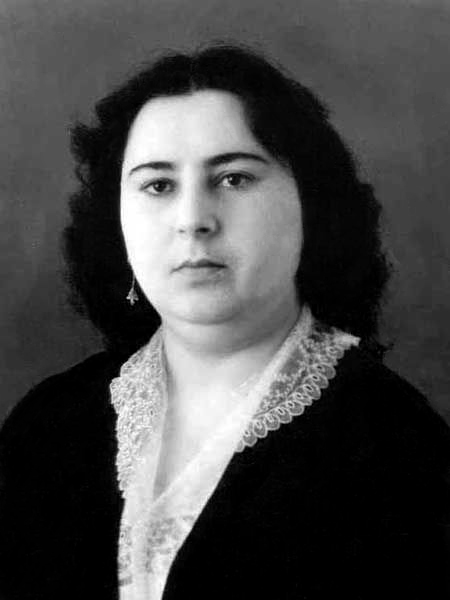
Şəfiqə Axundova - aserbaidschanische Komponistin

Şəfiqə Axundova (andere Schreibweisen Shafiqa Akhundova, Shafiga Akhundova, Šafiga Achundova, * 21. Januar 1924 in Şəki; † 26. Juli 2013 in Baku) war eine aserbaidschanische Komponistin. 
Axundova studierte nach dem Schulbesuch gegen den Willen ihres Vaters acht Jahre an der Musikschule Asaf Zeynally bei Üzeyir Hacıbəyov. Ab 1956 setzte sie ihre Ausbildung an der Musikakademie Baku bei Boris Issaakowitsch Seidman fort. 1972 komponierte sie die Oper Gəlin qayası („Das Brautkleid“) und gilt damit als erste Frau aus dem Orient, die eine Oper komponierte. In ihrer Tonsprache kombinierte sie das Idiom der klassischen Musik mit dem des Mugham. Zu ihren 600 Werken zählen neben kammermusikalischen Instrumentalstücken zahlreiche Lieder sowie die Operette Ev bizim, sirr bizim, fünfzehn Musicals und mehr als 30 Schauspielmusiken. 
1998 wurde Axundova als Volkskünstlerin der Republik Aserbaidschan geehrt. Im Jahr 2004 erhielt sie den Şöhrət-Orden. Auch ihr Sohn Taleh Hajiyev wurde als Musiker bekannt.